# Joanicjusz Nazarko
Joanicjusz Nazarko (ur. 31 lipca 1954 w Michałowie) – profesor zw. dr hab., rektor Politechniki Białostockiej w latach 2005–2008. Profesor stowarzyszony Université du Québec w Montrealu (UQÀM) w Kanadzie.

## Życiorys
Dyplom inżyniera, w specjalności elektrotechnika, uzyskał w 1978 na Wydziale Elektrycznym Politechniki Warszawskiej, a w 1983 stopień naukowy doktora nauk technicznych. W 1992 roku Rada Wydziału Elektrycznego Politechniki Warszawskiej nadała, na podstawie rozprawy habilitacyjnej pt. Estymacja stanów pracy elektroenergetycznych sieci rozdzielczych, stopień naukowy doktora habilitowanego nauk technicznych w zakresie elektrotechniki. Tytuł profesora w dyscyplinie nauk technicznych uzyskał 22 października 1998.
Joanicjusz Nazarko zasiadał w Komitecie Sterującym projektu „Benchmarking w szkolnictwie wyższym” realizowany w latach 2007–2010 przez Fundację Rektorów Polskich. W 2007 uzyskał status IEEE Senior Member oraz został członkiem Kapituły Rankingu Szkół Wyższych Perspektyw i Rzeczpospolitej. W 2009 Prezydium Polskiej Akademii Nauk powołało Joanicjusza Nazarko w skład Komitetu Inżynierii Produkcji PAN. Jest ekpertem Komitetu 7. Programu Ramowego UE w programie „Capacities: Regions of Knowledge”. Przewodniczy Podlaskiemu Oddziałowi Polskiego Towarzystwa Zarządzania Produkcją oraz został członkiem Rady Gospodarczej przy Prezydencie Miasta Białegostoku. Jest członkiem Rady Sekcji Analizy i Klasyfikacji Danych Polskiego Towarzystwa Statystycznego.

## Dorobek naukowy
Autor bądź współautor ponad 170 publikacji naukowych (monografii, podręczników, artykułów i referatów). Wypromował szereg doktorów (m.in. Katarzynę Halicką, Arkadiusza Jurczuka i Ewę Chodakowską). był recenzentem w 5 przewodach habilitacyjnych i w 17 przewodach doktorskich.

## Pełnione funkcje
- Dziekan Wydziału Zarządzania (2002–2005)
- Rektor Politechniki Białostockiej (2005–2008)
- Ponownie dziekan Wydziału Zarządzania (2008–2016), kierownik Katedry Informatyki Gospodarczej i Logistyki (od 2008)

Jako profesor wizytujący przebywał na uczelniach w Danii, Finlandii, Izraelu, Niemczech, Rosji, USA i Wielkiej Brytanii. W latach 2006–2007 był członkiem Zespołu Interdyscyplinarnego do spraw Narodowego Programu Foresight funkcjonującego przy Ministrze edukacji i nauki.
Jest członkiem redakcyjnym krajowych i międzynarodowych czasopism oraz członkiem licznych stowarzyszeń naukowych krajowych i zagranicznych, m.in. IEEE Power Engineering Society (USA), IEEE Computer Society (USA), Polskiego Towarzystwa Zarządzania Produkcją, Polskiego Towarzystwa Statystycznego.